# CD160
CD160 (англ. CD160 molecule) – білок, який кодується однойменним геном, розташованим у людей на короткому плечі 1-ї хромосоми.  Довжина поліпептидного ланцюга білка становить 181 амінокислот, а молекулярна маса — 19 810.
| 10         |  | 20         |  | 30         |  | 40         |  | 50         |
| ---------- |  | ---------- |  | ---------- |  | ---------- |  | ---------- |
| MLLEPGRGCC |  | ALAILLAIVD |  | IQSGGCINIT |  | SSASQEGTRL |  | NLICTVWHKK |
| EEAEGFVVFL |  | CKDRSGDCSP |  | ETSLKQLRLK |  | RDPGIDGVGE |  | ISSQLMFTIS |
| QVTPLHSGTY |  | QCCARSQKSG |  | IRLQGHFFSI |  | LFTETGNYTV |  | TGLKQRQHLE |
| FSHNEGTLSS |  | GFLQEKVWVM |  | LVTSLVALQA |  | L          |  |            |

A: Аланін

C: Цистеїн

D: Аспарагінова кислота

E: Глутамінова кислота

F: Фенілаланін

G: Гліцин

H: Гістидин

I: Ізолейцин

K: Лізин

L: Лейцин

M: Метіонін

N: Аспарагін

P: Пролін

Q: Глутамін

R: Аргінін

S: Серин

T: Треонін

V: Валін

W: Триптофан

Кодований геном білок за функцією належить до рецепторів. 
Задіяний у такому біологічному процесі як поліморфізм. 
Локалізований у клітинній мембрані, мембрані.